# (9056) Piskunov
(9056) Piskunov es un asteroide perteneciente al cinturón de asteroides descubierto el 1 de marzo de 1992 por el Uppsala-ESO Survey of Asteroids and Comets desde el Observatorio de La Silla.

## Designación y nombre
Designado provisionalmente como 1992 EQ14. Fue nombrado por Nikolai Piskunov (nacido en 1957), quien es profesor de astronomía en el Observatorio Astronómico de Upsala, ha hecho contribuciones fundamentales a nuestro conocimiento de las estructuras físicas y químicas de la superficie de las estrellas, especialmente la influencia de los campos magnéticos.

## Características orbitales
Piskunov está situado a una distancia media de 2,794 ua, pudiendo alejarse un máximo de 2,911 ua y acercarse un máximo de 2,677 ua. Tiene una excentricidad de 0,042 y la inclinación orbital 2,750 grados. Emplea 1706,01 días en completar una órbita alrededor del Sol.
Pertenece a la familia de asteroides de (847) Agnia.

## Características físicas
La magnitud absoluta de Piskunov es 13,53 Tiene un diámetro de 5,345 km y su albedo se estima en 0,356.